# Marta Rodríguez
Marta Rodríguez (Bogotá, 1 de diciembre de 1933) es una documentalista, productora, directora y escritora colombiana. Rodríguez estuvo casada con Jorge Silva, quien ofició como codirector en muchos de sus proyectos. Entre sus películas notables se encuentran Chircales (1972), Campesinos (1975) y Nuestra voz de tierra, memoria y futuro (1982). Sus obras hacen énfasis en las vidas y experiencias de la clase trabajadora colombiana. Rodríguez es considerada una pionera de la realización de documentales antropológicos en América Latina.

## Carrera
Rodríguez nació en la ciudad de Bogotá en 1933. En la década de 1950 viajó a París, viéndose influenciada por el movimiento cinematográfico europeo de la época. Al regresar a su país se vinculó académicamente a la Universidad Nacional, donde conoció al sacerdote Camilo Torres Restrepo, con quien realizó algunos trabajos de campo. Más tarde retornó a Francia, donde cursó estudios de etnología y producción cinematográfica.
De nuevo en Colombia, Rodríguez conoció al cineasta Jorge Silva, con quien contrajo matrimonio. La pareja trabajó en la realización de documentales durante aproximadamente quince años, hasta el fallecimiento de Silva en 1987. Marta Rodríguez ha dirigido cerca de una veintena de películas y ha participado además como productora y guionista en varios proyectos. Sus películas se centran en las condiciones de vida de la clase trabajadora de menor nivel socioeconómico de Colombia, con énfasis en los pueblos indígenas y nativos.

## Obras notables

### Chircales
Chiracles, estrenado en 1972, es un documental sobre una familia de albañiles de Bogotá, Colombia. La obra destaca las experiencias religiosas, sociales y políticas de la familia Castañeda para exponer la explotación a la que se enfrentan aquellos de clase baja y posición social similar. Rodríguez lo dirigió junto a su esposo y frecuente colaborador, Jorge Silva. Chiracles fue filmado durante un período de seis años, entre 1966 y 1972.

### Campesinos
Campesinos es un documental de 1975 que se centra en el movimiento de los agricultores indígenas colombianos en los primeros años de la década de 1970. Rodríguez colaboró una vez más con Silva para codirigir esta película. Campesinos documenta las injusticias que sufren los trabajadores campesinos al trabajar en las fincas de café debido a sus identidades culturales indígenas.

### Nuestra voz de tierra, memoria y futuro
Nuestra voz de tierra, memoria y futuro es un documental de 1982 dirigido por Rodríguez y Silva. La pareja se centra en la comunidad indígena Coconuco de Colombia en su lucha por mantener su cultura y su tierra frente a la invasión de la modernización. Esta cultura andina se erosiona debido a la presión externa que obliga a la erradicación simbólica y literal de un pueblo que intenta preservar sus formas de vida. Rodríguez destaca los mitos, leyendas y tradiciones importantes para la cultura Coconuco, en riesgo de ser erradicados debido al avance de la civilización moderna.

### Amor, mujeres y flores
Amor, mujeres y flores es un documental de 1988 dirigido por Rodríguez y Silva. Esta película destaca las peligrosas condiciones de trabajo de las mujeres en la industria floral colombiana. Colombia es uno de los principales proveedores internacionales de flores a los Estados Unidos, sin embargo, los entornos en los que trabajan miles de mujeres colombianas son peligrosos y arriesgados para su salud. La película enfatiza los efectos perjudiciales de la exposición a los pesticidas, revelando los efectos secundarios que generan en la salud de las trabajadoras.

### La sinfónica de los Andes
La sinfónica de los Andes es un documental dirigido por Rodríguez y estrenado en 2020. En la obra, la documentalista relata la historia de un grupo musical conformado por jóvenes miembros del pueblo Nasa, ubicado en el norte del departamento del Cauca, una zona que históricamente se ha visto afectada por el conflicto armado interno de Colombia. Rodríguez se interesó en esta etnia en 2011, cuando una joven indígena de once años murió a causa de una explosión generada por un artefacto instalado por la guerrilla.

### Nacer de nuevo
Nacer de nuevo expresa la voluntad de vivir después de cualquier situación de desastre, una obra que valora la resiliencia. Marta Rodríguez graba en 1986, un año después de que la explosión del volcán colombiano, Nevado del Ruiz, acabara con la vida de unas 25 000 personas y arrasara las viviendas de otras muchas personas. Rodríguez enfoca su cámara sobre una de estas personas que perdió su vivienda, María Eugenia, y un vecino, Carlos, que viven en unas tiendas de campaña montadas por la Cruz Roja. Rodríguez nos descubre la voluntad vital de María Eugenia, una mujer de más de setenta años.

## Filmografía destacada
A continuación se presentan las obras fílmicas en las que Rodríguez ha oficiado como directora, guionista, productora o investigadora.
- 1972 - Chircales
- 1972 - Planas: testimonio de un etnocidio
- 1975 - Campesinos
- 1981 - La voz de los sobrevivientes
- 1982 - Nuestra voz de tierra, memoria y futuro
- 1987 - Nacer de nuevo
- 1988 - Amor, mujeres y flores
- 1992 - Memoria viva
- 1998 - Amapola, flor maldita
- 1999 - Los hijos del trueno
- 2001 - Nunca más
- 2002 - La hoja sagrada
- 2004 - Una casa sola se vence
- 2006 - Soraya: amor no es olvido
- 2009 - Testigos de un etnocidio
- 2020 - La sinfónica de los Andes
- 2022 - Camilo Torres, el amor eficaz